# Grypomachaerota turbinata
Grypomachaerota turbinata är en insektsart som beskrevs av Schmidt 1907. Grypomachaerota turbinata ingår i släktet Grypomachaerota och familjen Machaerotidae. Inga underarter finns listade i Catalogue of Life.